# Empada
Empada is een stad en een sector in de regio Quinara in Guinee-Bissau. De stad ligt aan de Buba rivier, de sector grenst in het westen aan de Atlantische Oceaan. Oorspronkelijk hebben bewoners zich op de plek van de stad gevestigd vanwege de aanwezigheid van een natuurlijke bron, die lokaal ‘sanjuna’ wordt genoemd. De Portugese overheid betegelde de bron in 1946 en noemde deze Fonte Frondosa (lommerrijke fontein).  De stad heeft 2267 inwoners; de sector telt 17.517 inwoners (census 2009). Kinderen onder de vijf jaar vormden 22% van de bevolking. Het analfabetisme is hoog: 11% van de mannen en 23% van de vrouwen konden in 2009 niet lezen en schrijven. De bewoners zijn voornamelijk van de bevolkingsgroep Beafada met aanzienlijke minderheden van Mandinka en enkele Balanta en Fulbe.
De stad Empada  kent twee delen met een onderverdeling in drie wijken (bairros) met elk een dorpsoudste.
De sector Empada omvat 85 plaatsen, voornamelijk landelijke dorpen (tabancas).
De belangrijkste locaties zijn (inwoners volgens de census 2009 tussen haakjes):
- Batambali (690)
- Darsalame (713)
- Empada (2267)
- Francunda Beafada (1255)
- Gã-Comba Beafada (588)
- Medina de Cima Beafada (234)
- Madina de Baixo (387)
- São Miguel Balanta (387)

Naast enkele tientallen basisscholen kent Empada  een lyceum genaamd Liceu Dom Settimio A.Ferrazetti. In 2021 telde het lyceum ruim 1000 leerlingen. Er is een gezondheidscentrum genaamd Rui Djassi met een tiental bedden en een verloskamer (maternidade).
De bevolking van de sector heeft als belangrijkste economische activiteiten de cashewteelt, palmolieproductie, visvangst en, veelal voor eigen gebruik, verbouw van pinda’s, bonen, rijst en diverse vruchten.

De Guinee-Bissause politica Teodora Inácia Gomes werd in 1944 in Empada geboren.

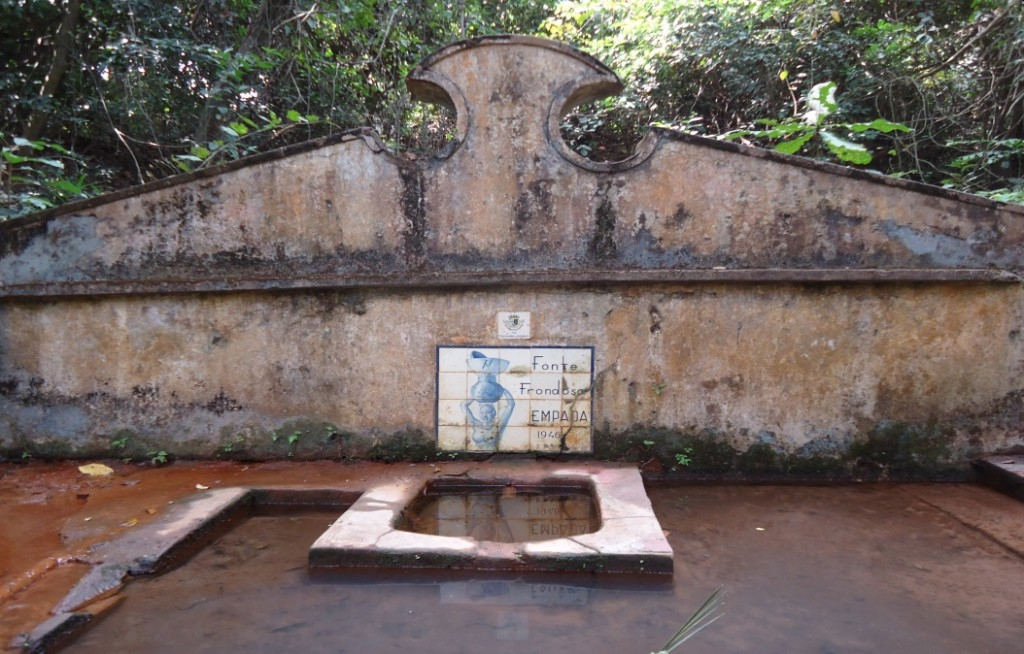
Bron Fonte Frondosa, Empada uit 1946
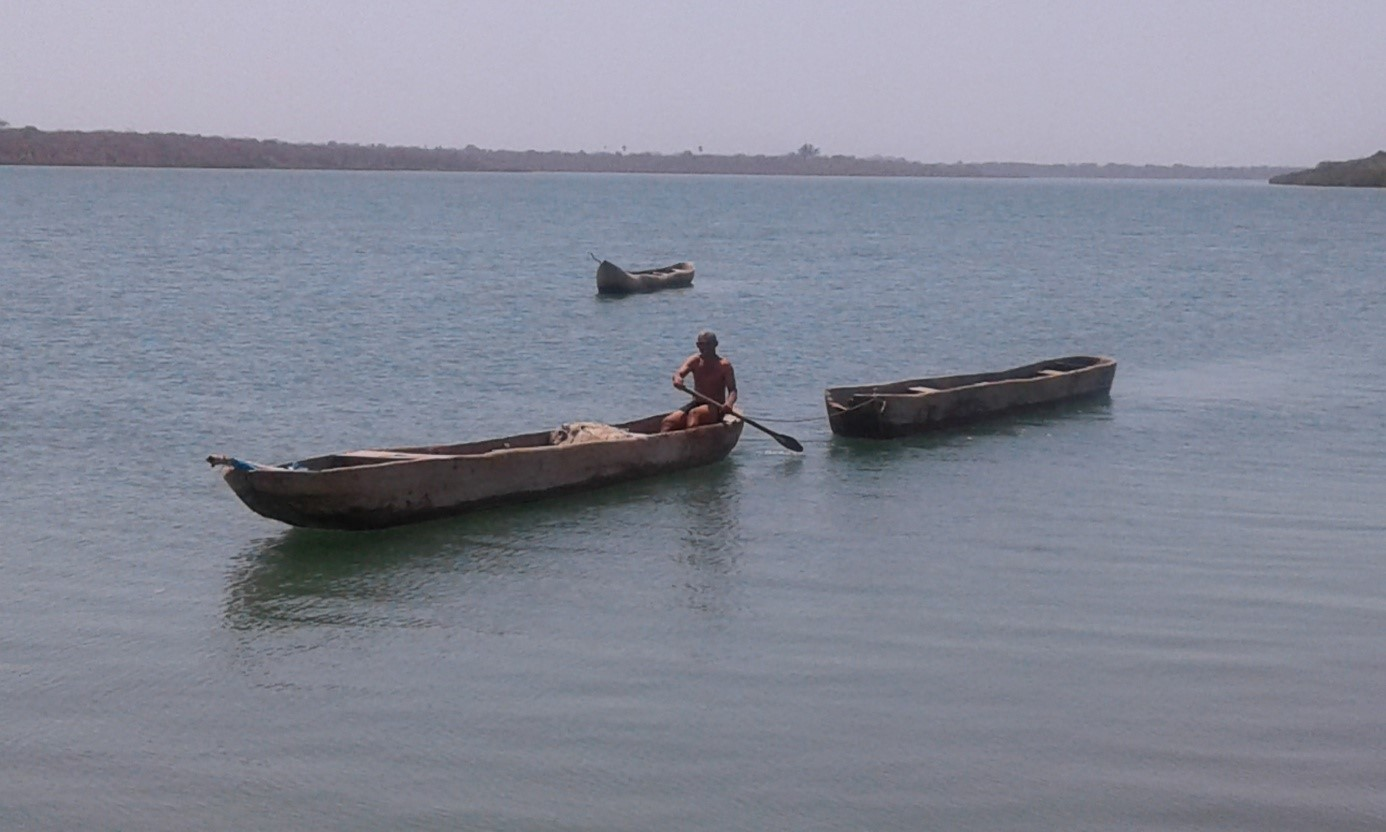
Buba rivier bij Empada, Guinee-Bissau, 2018